# Lebedînka, Holovanivsk
Lebedînka (în ucraineană Лебединка) este localitatea de reședință a comunei Lebedînka din raionul Holovanivsk, regiunea Kirovohrad, Ucraina.

## Demografie
Componența lingvistică a localității Lebedînka
     Ucraineană (97,93%)
     Rusă (1,38%)
     Alte limbi (0,69%)
Conform recensământului din 2001, majoritatea populației localității Lebedînka era vorbitoare de ucraineană (97,93%), existând în minoritate și vorbitori de rusă (1,38%).